# Sun Open Storage
Sun Open Storage - система хранения данных с открытым кодом, разработанная корпорацией Sun Microsystems.

## История
Sun приобрела компанию StorageTek в 2005 и открыла код многих её продуктов. В совокупности с серверными технологиями и Solaris, Sun рассчитывает построить доступную платформу хранения данных. Sun планирует занять не менее 12 процентов на этом рынке к 2011 году. Решения от других поставщиков являются закрытыми системами, в которых все компоненты должны покупаться у одного производителя.

## Технологии

### Особенности
OpenSolaris предлагает поддержку SCSI, iSCSI, iSNS, Fibre Channel, FCoE, InfiniBand, RDMA, Object storage device и SAS.

### Программное обеспечение
- OpenSolaris
- ZFS, NFS и CIFS
- StorageTek Archive Manager
- StorageTek Availability Suite

### Аппаратные платформы
- Sun Fire X4500
- Sun StorageTek 5800 System
- Sun Storage 7000 Unified Storage